# Juan Garín

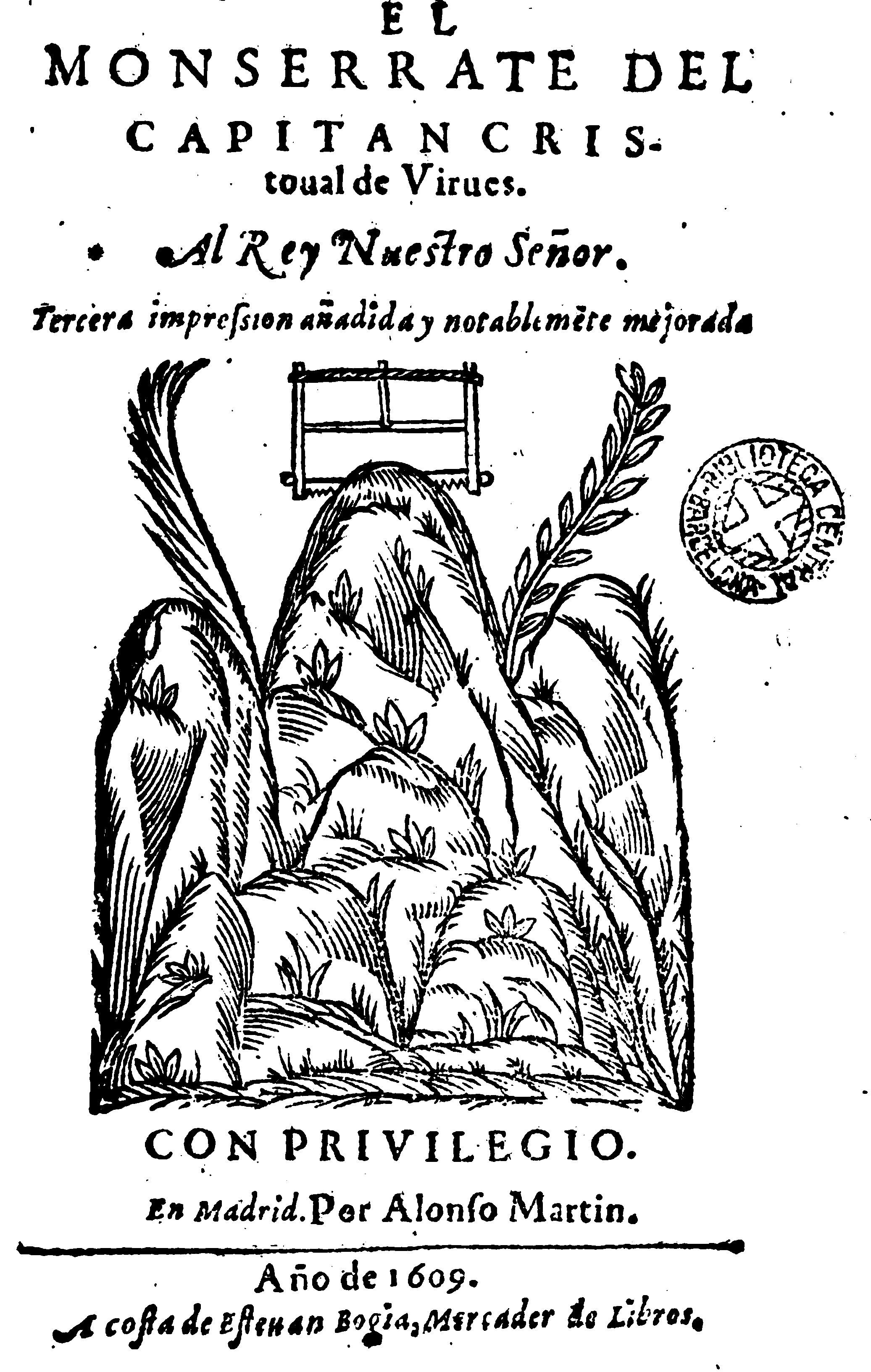
Edición de 1609 de El Monserrate de Cristóbal de Virués, donde se cuenta la leyenda de Juan Garín.

Fray Juan Garín, o Joan Garí en catalán original, es un personaje legendario que fue tenido por histórico. Ermitaño en una cueva de Montserrat, su leyenda está vinculada a la fundación en dicho lugar de la famosa abadía de Montserrat.

## Leyenda
En 859, cuando era conde de Barcelona Wilfredo el Velloso / Guifré el Pelós, vivía en Montserrat un anacoreta llamado Juan Garín / Joan Garí. Tenía fama de ser muy austero y se alimentaba de frutos del bosque y agua clara en la cueva donde habitaba, situada en el camino que conducía a la ermita de San Miguel, que todavía se conserva. Entonces el demonio se propuso arruinar su vida de santidad mediante todas las argucias que conocía y salió de las cuevas del Salitre, en Collbató, disfrazado de ermitaño viejo y venerable, procurando encontrarse como por casualidad con Juan Garín. Cuando se encontraron, Joan Garí le preguntó quién era y dónde vivía, y el demonio respondió que hacía treinta años que estaba haciendo penitencia en una cueva muy pequeña y solo salía una vez cada diez años fuera.
Poco a poco, el demonio fue ganándose la confianza del anacoreta, hasta el punto de que Garín lo consideró su maestro e iba cada tarde a visitarlo para explicarle sus dudas y todo cuanto le pasaba. Aunque el falso ermitaño intentaba crear más dudas y tentaciones en fray Garín, su fe era muy sólida y le costaba mucho aniquilarla incluso al mismo demonio. Finalmente, Lucifer urdió una nueva estratagema y endemonió el cuerpo de la doncella Riquilda, hija del conde Wifredo el Velloso.
La endemoniada no paraba de gritar que solo se curaría si la exorcizaba Juan Garín, y por ello el conde Wilfredo decidió llevarla a Montserrat de inmediato. Y allí la curó Juan Garín rezando en silencio, pero por miedo a que no volviera a quedar poseída de camino a Barcelona, el conde le rogó que admitiera durante unos días su hija en la cueva. Garín dudaba, pero finalmente aceptó la petición. Inseguro de sí mismo, al ver que la tentación invadía sus pensamientos, fue a buscar al falso ermitaño; pero el diablo, en vez de apaciguar sus pensamientos, los enardeció más y le instó a seguir sus deseos. Vencido al fin por la tentación, fray Garín violó a la chica, y, horrorizado por su pecado, fue de nuevo a pedir consejo al ermitaño.
Muerta la doncella, Garín se la cargó a sus lomos y la enterró a escondidas o, según otras versiones, la arrojó desde una peña. Una vez hecho esto, el falso ermitaño se mostró de repente con su auténtico aspecto y, viendo que el Diablo le había engañado, fray Juan marchó llorando esa misma noche hacia Roma para pedir perdón al Papa. Y ya en Roma, después de escucharlo, le dijo:
Tu pecado es tan grande que no sé si tiene perdón. Has pecado como una bestia y como una bestia tienes que hacer penitencia. Vuelve a Montserrat, camina siempre a cuatro manos en el suelo, no te laves nunca más ni toques el agua si no es para beber. Tampoco digas jamás palabra alguna, porque las bestias tampoco hablan. Come hierbas y raíces de la montaña, no te pongas encima ningún hilo de ropa, recibe del todo los rayos del sol y la humedad de la serena. Huye y esquiva el trato de la gente y no mires nunca el cielo, porque no eres digno.
Fray Garín salió de Roma y tardó tres años para llegar otra vez a Montserrat, donde vivió solo durante siete años más, sin decir palabra. El cuerpo se le ennegreció al cubrirse de pelos largos, como si fuera un oso. Y un día unos caballeros que fueron a cazar lo vieron y creyeron que era un animal; como no parecía peligroso, lo capturaron y lo encerraron en una jaula con la idea de regalarlo al conde. Así fue conducido a Barcelona. En aquellos meses la condesa había dado a luz un niño, el príncipe Miró, y su bautismo se hizo con gran solemnidad y se celebró con un gran banquete al que los caballeros llevaron el monstruo que habían capturado en Montserrat. La nodriza se paseaba por allí llevando al pequeño Miró en brazos y, cuando el niño vio al animal, ante la sorpresa general, dijo:
-¡Levántate, fray Garín, porque Dios ya te ha perdonado!
Entonces fray Garín se incorporó dejando a todos los presentes asombrados. Enseguida el conde ordenó lavar y cortar el pelo a la bestia y a continuación le preguntó qué había sido de su hija, a la cual no había vuelto a ver desde el día en que se la dejó. Fray Garín se lo explicó todo y pidió un castigo por su crimen; pero el Conde, magnánimo, perdonó a quien Dios había perdonado. Aun así, Wilfredo pidió que al menos le dijera dónde estaba el cuerpo de la hija muerta para enterrarlo dignamente en Barcelona. Su cortejo, conducido por el anacoreta, llegó hasta el punto indicado, pero, para alegría de todos, la encontraron viva, milagro que la chica atribuía a la intercesión de la Virgen. La princesa quiso quedarse para siempre en Montserrat, y el Conde, agradecido, ordenó que se construyera un monasterio de monjas, el futuro monasterio de Santa Cecilia de Montserrat, de la cual Riquilda fue la primera abadesa.

## Orígenes de la leyenda
La versión catalana es una adaptación de una antigua leyenda en siríaco protagonizada por San Jacobo el Ermitaño, también llamado Jacobo de Palestina, Jacobo de Haifa o Jacobo el asceta, que vivió en el siglo VI, recogida y divulgada en el siglo X por el logoteta Simón Metafraste. Durante la Edad Media se difundió por Europa esta leyenda a través de versiones italianas, alemanas y francesas en las que el protagonista siempre se llama Juan. En el mundo islámico, la leyenda guarda paralelismo con la del santón Barsisa. Y en 1096 aparece un Joan Garí histórico que podría haber ayudado a concretar su denominación. Con el tiempo, esta leyenda se vinculó al ciclo de leyendas de Montserrat, al de Wifredo el Velloso y al de Santas Cruces / Santes Creus. 
La primera manifestación conservada de la leyenda catalana es del 1439, pero hay noticias de que ya en 1239 se representaba como un misterio en un retablo montserratino con texto anexo.

## Manifestaciones culturales y artísticas
Sobre este mito se inspiraron diversos escritores. Cristóbal de Virués compuso su poema épico culto El Montserrate (1587). Entre las piezas teatrales cabe citar La estrella de Montserrat de Cristóbal de Morales y Guerrero y Los desdichados dichosos de Pedro Calderón de la Barca (1658). Es frecuente en la literatura catalana: Jacinto Verdaguer lo trata en su Leyenda de Montserrat (1880), Joan Maragall en una de sus Visiones y cantos (1900) y Josep Maria de Sagarra en El poema de Montserrat (1950). También aparece en Los lamentos de Joan Garí, un monólogo de Santiago Rusiñol (1892) o en Juan Garín y Satanás: leyenda mística de ermitaños, la cual pasa en la montaña de Montserrat de Artur Capdevila (1935). Agustín de Foxa escribió su obra teatral "El perro de Montserrat" inspirada fielmente en la leyenda de Juan Garín. 
Tomás Bretón compuso el libreto y la música de una ópera, Garín, estrenada en el Gran Teatro del Liceo de Barcelona en 1892 y de la que la "Sardana orquestal" se hizo popular. Salvador María Granés escribió además el texto y Ángel Rubio la música de una parodia del mismo año, Guasín, estrenada en Madrid. El músico Enric Morera también estrenó una pieza escénica, Fray Garí, con texto de Xavier Viura.
También hay una pieza musical anónima, Fray Garí, dedicada a esta leyenda, obra del maestro Félix Martínez Comín.
En el Museo de Historia de Barcelona hay dos tallas alusivas al mito, posiblemente de los siglos XVI-XVII. Proceden del antiguo palacio condal menor de Barcelona, también llamado Palacio de Valldaura, que se encontraba en la desaparecida Riera de San Juan de Barcelona;
una de estas tallas representa a fray Garín y la otra a la nodriza del hijo del conde Wifredo el Velloso.